# Алашань (пустыня)
Алаша́нь (кит. 阿拉善沙漠, пиньинь Ālāshàn Shāmò, палл. Элашаньшамо) — пустыня в Центральной Азии (Китай), составной регион пустыни Гоби («Алашанская Гоби»). Ограничена горами Наньшань на юго-западе, рекой Хуанхэ на юго-востоке; на севере, в районе монголо-китайской границы, переходит в Монгольскую Гоби. В её составе различают песчаные массивы Бадын-Джаран, Холалис, Тэнгэр и Уланпухо.
Наиболее низкие места заняты как сухими озерными котловинами, так и обычными озёрами. Также там встречаются такыры, которые в целом не присущи для Центральной Азии. Флора считается типичной для пустынь, полупустынь и сухих степей, встречаются полынь, карагана, кустарники, солянки.
В пустыне (39°53′09″ с. ш. 102°26′52″ в. д.) расположен один из величайших барханов мира — 405 м.